# Chazelles (Charente)
Chazelles é uma comuna francesa na região administrativa da Nova Aquitânia, no departamento de Charente. Estende-se por uma área de 25,80 km². Em 2010 a comuna tinha 1 606 habitantes (densidade: 62,2 hab./km²).